# És eljő a halál…
Az És eljő a halál… (Death Comes as the End) Agatha Christie egyik krimiregénye, amelyet első ízben az Amerikai Egyesült Államokban adtak ki 1944. októberében. Az Egyesült Királyságban először 1945-ben jelent meg, Magyarországon 1993-ban Kocsis Anikó, 2007-ben Sipos Katalin fordításában adták ki.
Ez az egyetlen olyan Christie-regény, amelynek cselekménye nem a 20. században játszódik. A könyv létrejöttében jelentős szerepet játszott Stephen Glanville egyiptológus, aki egyrészt rábeszélte az írónőt, hogy helyezze következő krimijének helyszínét a négyezer évvel korábbi Nílus-völgybe, másrészt a részleteket illetően szakmai tanácsokkal látta el. Glanville arra is rábeszélte, hogy változtasson a könyv befejezésén; ez volt az egyetlen olyan eset, amikor Christie engedett az ilyen irányú kísérleteknek.

## Szereplői
- Esza – Imhotep anyja
- Henet – Imhotep első feleségének rokona, házvezetőnő
- Hori – Imhotep jobbkeze, intéző
- Imhotep – Ka öntelt és rövidlátó papja
- Jahmosze – Imhotep fia az első házasságából
- Szatipi – Jahmosze csípős nyelvű felesége
- Szobek – Imhotep fia az első házasságából
- Kait – Szobek önző felesége
- Reniszenb – Imhotep lánya az első házasságából
- Hai – Reniszenb elhalt férje, Teti apja
- Teti – Reniszenb és Hai gyermeke
- Ipi – Imhotep fia a második házasságából
- Nofret – Imhotep ágyasa
- Kameni – írnok
- Merszu – orvos
- Montu – Hathor szentélyének isteni atyja

## Cselekménye
A történet az ókori Egyiptomban játszódik i. e. 2000-ben. Ka papja, Imhotep gyönyörű, ám hideg szívű ágyasával, a 19 éves Nofrettel tér haza Uaszetbe. Az új asszony békétlenséget szít a családban, a fiúkat összeugrasztja, Imhotepet ellenük fordítja. Imhotep távollétében a hozzátartozók nem titkolják ellenszenvüket, sőt megfélemlítik a lányt, aki ezt még több ármánykodással bosszulja meg. Mikor Nofretet holtan találják egy magas szikla aljában, a család fellélegzik, hogy most helyreáll a béke, és Nofret halálát hallgatólagosan balesetnek könyvelik el. Csak Reniszenb, Imhotep lánya és Hori, az intéző nem nyugszanak bele a helyzetbe. 
Azonban a gyilkos sem nyugszik és a családon félelem lesz úrrá: Szatipi – aki szemtanúja volt, hogy Nofretet Jahmósze löki le a szikláról – ugyanarról a szikláról esik le. Később, egy lakoma során borral mérgezik meg Imhotep két idősebb fiát, Szobeket és Jahmoszét: Szobek meg is hal, Jahmosze hetekig fekszik betegen. A haláleseteket Nofret szellemének tulajdonítják.
Amikor Reniszenb, Hori és Esza, Imhotep eszes anyja megpróbálják kinyomozni a gyilkost, a legfiatalabb fiút, Ipit valaki a tóba fojtja, Eszát pedig mérgezett kenőccsel ölik meg. Henetet – a család szegénysorsú, kellemetlen természetű, buta rokonát – vászonba tekerve találják meg.
A fiatal és jóképű Kameni, a Nofrettel együtt érkezett írnok szerelmes lesz Reniszenbbe, és Imhotep támogatásával feleségül kéri. A nő ingadozik közte és az idős Hori között, akit gyermekkora óta ismer. Arra is rájön, hogy Nofret szerelmes volt Kamenibe, amit azonban az írnok nem viszonzott. 
Hori hívására Reniszenb sétára indul ugyanazon az úton, ahol Nofretet megölték. Lépteket hall a háta mögött, és megfordulva bátyját, Jahmószét látja, aki eltorzult arccal esik neki, hogy megfojtsa. Hori azonban nyíllal lelövi Jahmószét és megakadályozza az újabb gyilkosságot. Reniszenb végül Horit választja Kameni helyett.

## Magyarul
- És eljő a halál...; ford. Kocsis Anikó; Hunga-print, Bp., 1993 (Hunga könyvek)
- És eljő a halál...; ford. Sipos Katalin; Európa, Bp., 2007 (Európa krimi)